# Liste marokkanisch-portugiesischer Städte- und Gemeindepartnerschaften
Diese Liste marokkanisch-portugiesischer Städte- und Gemeindepartnerschaften führt die Städte- und Gemeindefreundschaften zwischen den Ländern Marokko und Portugal auf.
Die Städtepartnerschaften nehmen häufig Bezug auf die jahrhundertealten marokkanisch-portugiesischen Beziehungen. 1985 gingen Tanger und Faro die erste Partnerschaft ein, insgesamt wurden seither 16 marokkanisch-portugiesische Städtefreundschaften begründet oder angebahnt (Stand 2013).

## Liste der Städtepartnerschaften und -freundschaften
| Kommune in Marokko | Kreis/Gemeinde in Portugal | seit | Anmerkungen          |
| ------------------ | -------------------------- | ---- | -------------------- |
| El Jadida          | Barcelos                   | 2009 | Kooperationsabkommen |
| Fès                | Coimbra                    | 1988 |                      |
| Tanger             | Faro                       | 1985 |                      |
| Boujdour           | Lagos                      | 2005 | Kooperationsabkommen |
| Rabat              | Lissabon                   | 1988 |                      |
| Chefchaouen        | Mértola                    |      |                      |
| Agadir             | Olhão                      | 1993 |                      |
| Salé               | Portalegre                 | 1997 |                      |
| Casablanca         | Rio Maior                  | 1993 |                      |
| Kenitra            | Santa Maria da Feira       | 2013 | Kooperationsabkommen |
| Meknès             | Santarém                   | 1989 |                      |
| Safi               | Setúbal                    | 1990 |                      |
| Marrakesch         | Silves                     |      | Kooperationsabkommen |
| El Jadida          | Sintra                     | 1988 |                      |
| Asilah             | Sintra                     | 2006 |                      |
| Kenitra            | Tavira                     | 2006 |                      |